# Georges Michel

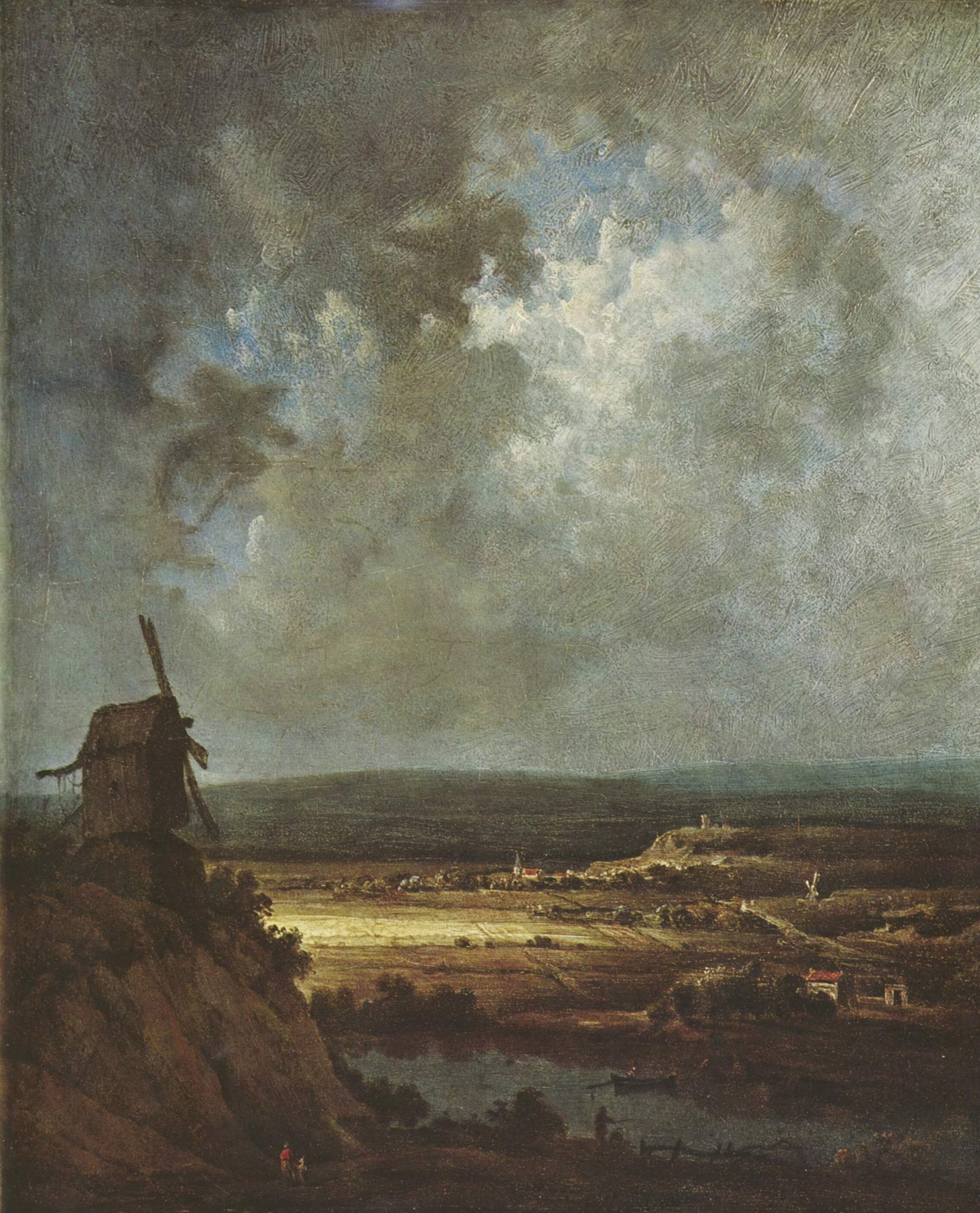
Pejzaż z młynem, ok. 1820-1830

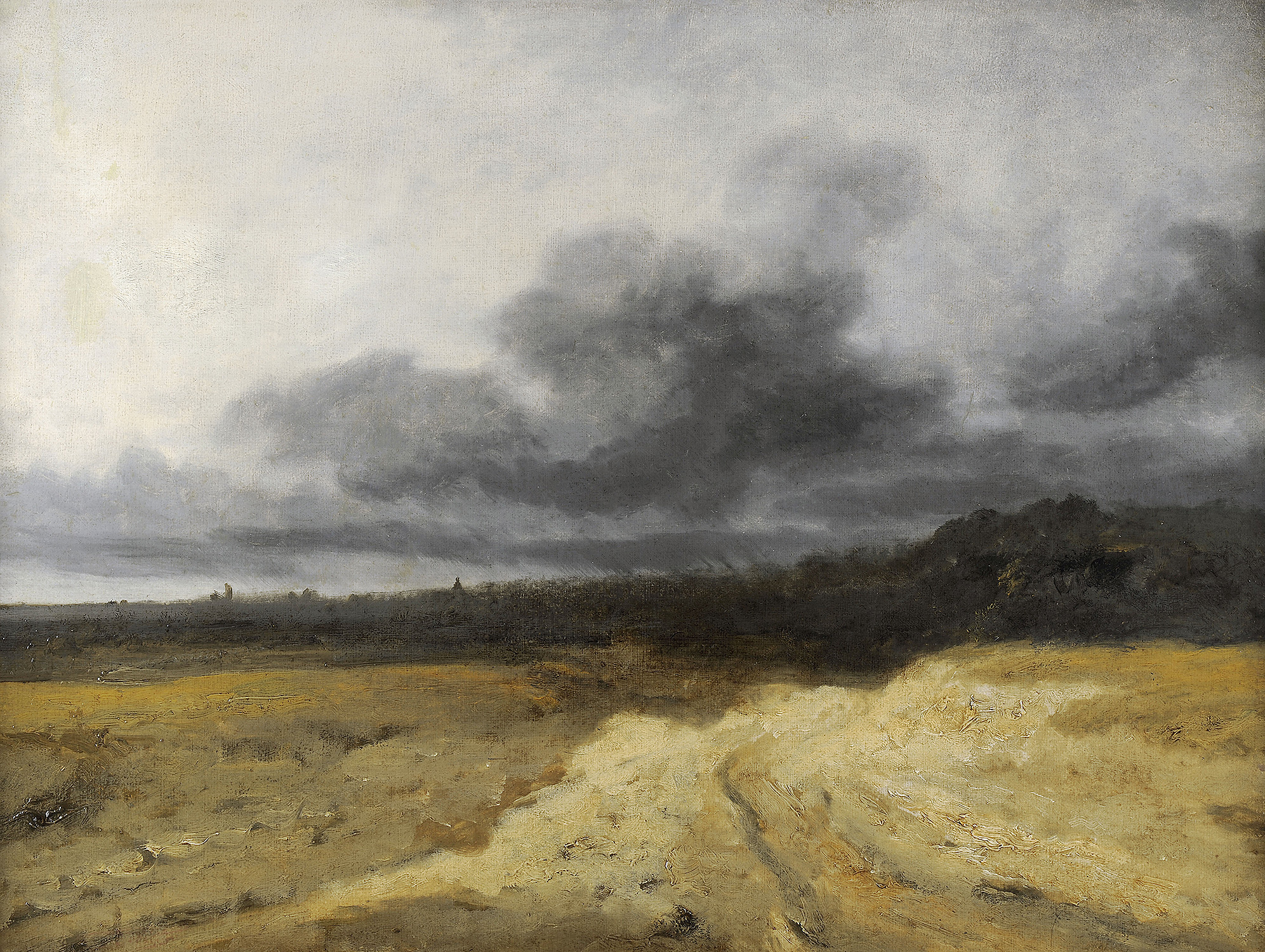
Burza, ok. 1820-1830

Georges Michel (ur. 12 stycznia 1763 w Paryżu, zm. 7 lub 8 czerwca 1843) – francuski malarz, pejzażysta, prekursor szkoły barbizończyków.

## Życiorys
Dane o życiu artysty są niepełne i fragmentaryczne. Za życia był niedoceniany i praktycznie nieznany, stale borykał się z kłopotami materialnymi. Pochodził z ludu i miał zdecydowane, republikańskie poglądy. Według części źródeł porwał młodą praczkę, by wziąć z nią ślub. Małżeństwo dochowało się ośmiorga dzieci, a Michel, by je utrzymać, zajmował się nauką rysunku. Przez pewien czas wędrował za pułkiem huzarów, którego kapitan był jego uczniem. Później udzielał lekcji księciu de Guiche, z którym jeździł do Niemiec, z innym uczniem wędrował po Szwajcarii. W czasie rewolucji utracił źródło dochodów i pracował dla znanego podówczas malarza Demarne'a, malując dla niego pejzaże, które ten po drobnych uzupełnieniach miał sprzedawać jako swoje. W 1800 roku został konserwatorem obrazów w Luwrze, gdzie zajmował się malarstwem flamandzkim i holenderskim. W późniejszym okresie parał się handlem obrazami i osobliwościami, dorabiał też jako kopista. W 1830 ożenił się po raz drugi i malował okolice Paryża, wkrótce jednak sprzedał pracownię i zrezygnował z malowania. Ostatnie lata życia spędził pracując w ogrodzie i zajmując się drobiem.

## Twórczość
Georges Michel malował przede wszystkim pejzaże, posługiwał się techniką olejną i akwarelą. Jego prace inspirowane były głównie twórczością szesnastowiecznych malarzy holenderskich: Jacoba van Ruisdaela i Meinderta Hobbemy. Artysta przedstawiał głównie okolice Paryża, Montmartre'u i Grenelle, lubił rozległe przestrzenie. Jego obrazy są zwykle ciemne i prawie monochromatyczne, łączą w sobie realistyczną formę i romantyczną nastrojowość.
Przez dwudziestowieczną krytykę artysta uważany jest za prekursora barbizończyków, szczególny wpływ miał na Théodore'a Rousseau. Po latach zapomnienia jego twórczość odkryto ponownie pod koniec lat 20. XX wieku. Obrazy malarza znajdują się w muzeach na całym świecie, m.in. w Metropolitan Museum of Art, Portland Art Museum, Vanderbilt University Gallery, Musée des Beaux-Arts w Strasburgu, Muzeum Wiktorii i Alberta i wielu innych.